# 底层区
底层区（英語：demersal zone）為海洋（或者是湖泊）中水柱接近海床与海底生物界（并且大大受到它们的影响）的部分。底层区在海底生物界上方，并且形成的层的体积比深底帶更大。
底层区存在于海床正上方，因此並沒有固定的深度範圍，位於淺海海床上的底層區屬於透光層的一部份，在那裡有光線透過可以讓可行光合作用的生物生長。而位於深海（深度範圍 200、1,000米（700、3,300英尺），沒有光線透過的海域）的底層區則屬於無光層的一部份。

## 魚類
底棲魚類與遠洋魚類之間並沒有明顯的差異特徵可以做為區別。例如：大西洋鱈魚（Atlantic cod , Gadus morhua）是一種典型的底棲魚類，但也可以在空曠的水層找到它的身影，大西洋鯡魚為常見的遠洋魚類，但它們也會集結成一大群去到海床的砂礫中產卵。
有兩種類型的魚會居住在底層區中：比重比水大所以得以在海床上逗留的物種；以及具有中性浮力，可以逗留在基質上方的物種。很多種魚的中性浮力都是通過向魚鰾填充氣體去維持的，魚鰾可以根據環境的需要擴張或收縮。但這種控制浮力的方法有一個缺點，當那條魚想游得更高或者更低那它就需要隨著不斷變化的水壓一直進行調節。另外一種控制浮力的方法是利用脂類（脂類的比重比水低），在鯊魚肝中很常見的鯊烯，比重只有0.86。大洋底棲性的黑腹烏鯊的身體內，肝臟占了體重的 17 %，其中肝臟重量的70％是脂類。深海的魟魚和鰩魚的肝臟較小，脂肪含量也較低，所以它們的密度會比水更大，因此不能持續地進行游泳，它們會間歇地在海床上停留休息。 有一些魚沒有幫助控制浮力的工具，但它們胸部的魚鰭足夠突出，游泳時可以憑借魚鰭往上爬升。
底棲魚類有許多覓食的策略：許多物種以海床上的海藻、生物或浮游動物為食、有些以潛藏在海床下的生物為食、也有一些為食腐動物和掠食者。

## 無脊椎動物
浮游動物為隨著水流移動的動物，但有些物種具有一定程度自主游動的能力，並能透過身上的器官來調節在水中的深度。許多成年的海底生物僅會在特定的水深出沒，也因此牠們的幼體必須在成熟之前抵達合適的基質上。 
墨鱼可以透過墨魚骨來調節自身的浮力，墨魚骨為質輕堅硬的結構，當中具有許多充滿氣體的腔室，總體比重約為 0.6。另外一種在海床上覓食的無脊椎動物為鸚鵡螺，透過調整殼內腔室氣體的調節，鸚鵡螺也能自由調節自身的浮力。